# Seznam zračnih postaj Obalne straže ZDA
Zračne postaje Obalne straže ZDA (Coast Guard Air Stations) - (CGAS) so ključne baze, ki podpirajo letalske operacije Obalne straže ZDA.

## Seznam
- CGAS Astoria, OR
- CGAS Atlantic City
- CGAS Barbers Point, HI
- CGAS Borinquen, Puerto Rico
- CGAS Cape Cod
- CGAS Clearwater
- CGAS Corpus Christi
- CGAS Detroit
- CGAS Elizabeth City, NC
- CGAS Houston
- CGAS Humboldt Bay, CA
- CGAS Kodiak
- CGAS Los Angeles
- CGAS Miami
- CGAS Mobile
- CGAS New Orleans
- CGAS North Bend, OR
- CGAS Port Angeles, WA
- CGAS Sacramento
- CGAS San Diego
- CGAS San Francisco
- CGAS Savannah
- CGAS Sitka, AK
- CGAS Traverse City, MI